# Бон, Генри-Джордж
Генри-Джордж Бон (англ. Henry George Bohn; 4 января 1796, Лондон — 22 августа 1884, Туикенем) — британский издатель и книготорговец.

## Биография
Немецкого происхождения. Родился в семье переплетчика, поселившегося в Англии.
Ознакомившись с книжным делом во время своих поездок на материк по делам отца, основал в 1831 году свою собственную торговлю редкими книгами в Лондоне, очень скоро сделавшуюся одной из крупнейших антикварских и издательских фирм в Англии. Каталоги его антикварных книг ещё и теперь очень ценятся книгопродавцами. В 1845 году он первым в Англии задумал дешевое издание древних и новейших сочинений. Эти общедоступные сборники, выходившие под заглавием «Standart, classical, scientific, antiquarian, illustrated, historical, ecclesiastical etc. libraries», содержат в себе около 600 томов, в числе которых находятся переведенные самим Боном драмы Шиллера, отрывки из Гёте, Шлегеля и Гумбольдта, эпиграммы Марциала, сонеты Петрарки, «Государь» Макиавелли и греческая антология. Кроме того, им изданы в новом переводе «Bibliographical manual of Englisch literature» (нов. изд. 1868, 6 т.); «Origin and progress of printing» (1857); «Biography and bibliography of Shakespeare» (1863); «Dictionary of quotations from the English poets» (1867) и др.
В 1846 году основал библиотеку Бона, целью которой было наполнение книжного рынка и включали выпуски стандартных работ и переводов по истории, науке, классике, теологии и археологии.
Бон состоял членом многих литературных и ученых обществ, а на всемирной выставке 1851 г. в Лондоне был председателем книготоргового отдела. Когда в 1860 г. в Англии поднялся вопрос об отмене налога на бумагу, Бон чуть ли не единственный представитель литературного мира высказался против этой меры на том основании, что она принесет выгоду одним только собственникам газет, но не публике, а между тем страна будет нести от этого убыток в £2 млн. в год.
Под конец жизни продал свою фирму и умер 22 августа 1884 года. Похоронен на кладбище West Norwood Cemetery в Лондоне.

## Избранные труды
- The Origin and Progress of Printing (1857)
- Biography and Bibliography of Shakespeare (1863)
- Dictionary of Quotations (1867)
- Handbook of Proverbs
- Handbook of Games
- Guide to the Knowledge of Pottery and Porcelain